# 東予園芸農業協同組合
東予園芸農業協同組合（とうよえんげいのうぎょうきょうどうくみあい）は、愛媛県西条市丹原町に本所を置く農業協同組合。園芸専門農協であり、信用事業･共済事業などは行っていない。

## 沿革
- 1966年10月3日 - 周桑青果農業協同組合・新居浜園芸農業協同組合・宇摩園芸農業協同組合が合併し、「東予園芸農業協同組合」が誕生。

## 事業所
- 本部 - 愛媛県西条市丹原町今井431
- 支部 - 中川･田野･石根･河北･西条･宇摩（四国中央市）
- 柿選果場 - 愛媛県西条市丹原町田野上方462-1
- 花卉選別場･直販所 - 愛媛県西条市丹原町田野上方462
- 三津野工場 - 愛媛県西条市三津屋444-1
- あんぽ柿加工処理施設 - 愛媛県西条市丹原町田野上方461-43

## 管内主要生産物
- 柑橘類
- 柿
- イチゴ
- メロン
- たまねぎ
- レタス
- バラ
- 加工品（あんぽ柿･梅）